# Samsung Galaxy A7 (2015)
El Samsung Galaxy A7 (2015) es un phablet Android fabricado por Samsung Electronics y lanzado en febrero de 2015. Samsung Galaxy A7 (2016) es el sucesor del Samsung Galaxy A7 (2015).
El Samsung Galaxy A7 no está disponible en los Estados Unidos.
Samsung Galaxy A7 lanzó la actualización Marshmallow el 25 de julio de 2016

## Historia
El Samsung Galaxy A7 se lanzó por primera vez en enero de 2015. Sirve como uno de los sucesores del Samsung Galaxy Alpha. Fue lanzado junto con el Samsung Galaxy A3 y A5. Se lanzó por primera vez con Android 4.4.4 Kitkat, actualizable a Android 5.0.2 Lollipop y Android 6.0.1 Marshmallow. Sirve como la variante de gama alta de la serie Galaxy A. Le sucedió el Samsung Galaxy A7 (2016).